# Groot wapen

Het grote wapen van de Zweedse koningen sinds 1814

Het kleine wapen van de Zweedse koningen

Een groot wapen is in de heraldiek een wapencompositie voorzien van alle rechtmatig te voeren heraldische pronkstukken.
Het is in de heraldiek niet ongebruikelijk dat een persoon meerdere wapens gebruikt. Voorwaarde is natuurlijk dat deze wapenschilden allen duidelijk als het wapen en daarmee als het herkenningsteken van de drager te herkennen zijn.
De eerste wapenschilden waren eenvoudige beschilderde schilden. Later werden helmteken, helmkleed, rangkroon, wapendrager, leus, motto, mogelijke ridderorden en in het geval van een prins, hertog of koning het dekkleed of een wapenmantel met paviljoen toegevoegd. Er kunnen aan een groot wapen nog meer van zulke pronkstukken worden toegevoegd. 
Men spreekt ook van een groot wapen en een klein wapen wanneer op het schild een aantal velden of kwartieren is weggelaten. Dat gebeurt soms de herkenbaarheid van het wapen te vergroten.
Een klein wapen leent zich vanwege de herkenbaarheid onder meer goed voor militaire doeleinden.
adelaar · Agnus Dei · alliantiewapen · andreaskruis · ankerkruis · armoriaal · baldakijn · barensteel · bezant · Bourgondisch kruis · brisure · cartouche · centaur · cordelière · dekkleed · dorpsvlag · dorpswapen· drieberg · dubbelkoppige adelaar · dwarsbalk · fleur de lis · fleuron · Friese adelaar · gaande leeuw · gecarteleerd · Gelderse leeuw · gepaald · gravenkroon · groot wapen · griffioen · hartschild · helmkroon · helmteken · heraldische kleur · herautstuk · hermelijn · hoed · Hollandse tuin · huismerk · Jeruzalemkruis · karbonkel · keizerskroon · keper · koek · kromstaf · kroon · krukkenkruis · kwartier · kwartileren · kwartierzoom · leeuw · markiezenkroon · merlet · molenijzer · motto · muurkroon · nassaublauw · natuurlijke kleur · Nederlandse leeuw · Nederlandse Maagd · ombrellino · ordeketen · palen · pentagram · pijlenbundel · raadselwapen · raaf · respectant · riddertoernooi · rijksbanier · rijkskleuren · rijksstandaard · rijkswapen · roos · Rudolfinische keizerskroon · Saksenros · Saladins Adelaar · scharlakenrood · schildhoofd · schildhouder · schildvoet · schildzoom · schoof · schuinbalk · schuinstreep sinister · sinister · sleutels van Petrus · socialistische heraldiek · sprekend wapen · stadskleuren · standaard · stedenmaagd · ster · tinctuur · vair · vermeerdering · vlag · vorstenhoed · vrijheidshoed · vrijkwartier · vrouwenwapen · wapen · wapenbelasting · Wapenboek Beyeren · Wapenboek Gelre · wapenbord · wapendiploma · wapendier · wapenkast · wapenkoning · wapenmantel · wapenrecht · wapenrol · wapenstier · wapentent · wassende en afnemende maan · Waterlandse zwaan · Westfriese boomwapens · wildeman · wolfsangel · wrong